# Robot sociale
Un robot sociale è un robot autonomo o semi-autonomo capace di interagire e comunicare con gli esseri umani o con altri agenti fisici autonomi seguendo comportamenti sociali e regole legate al suo ruolo specifico.
Questa definizione suggerisce che un robot sociale dovrebbe possedere una forma fisica (in tal modo si escluderebbero le forme esclusivamente virtuali). Recentemente sono stati realizzati alcuni robot nei quali uno schermo rappresenta la "testa". Una macchina del genere è sulla linea di confine per poter essere definita un robot. Se il corpo funzionasse solo come una parte atta a sostenere uno schermo, questo tipo di sistema non potrebbe considerarsi un robot. Al contrario, se possedesse qualche motore fisico e delle abilità sensoriali, una macchina simile potrebbe essere considerata un robot.
L'autonomia è un requisito del robot sociale. Un robot completamente governato da un controllo remoto è paragonabile ad una semplice "estensione" di un essere umano. Pertanto non può essere considerato sociale fino a quando non sia capace di prendere decisioni autonome. Una semi-autonomia è comunque considerata generalmente accettabile per ritenerlo "sociale".

## Storia
Il campo della robotica sociale fu introdotto negli anni quaranta da William Grey Walter, e sviluppato sin dai primi anni novanta dai ricercatori dell'intelligenza artificiale, tra cui Kerstin Dautenhahn, Maja Mataric, Cynthia Breazeal, Aude Billard, Yiannis Demiris e Brian Duffy. Ad essa è collegato anche il movimento di ingegneria Kansai della scienza e tecnologia giapponese. In particolare per la robotica sociale si ricordano specialmente i lavori di Yoshihiro Miyake, Tomio Watanabe, Hideki Kozima, Takayuki Kanda e Hiroshi Ishiguro.
- Personal Robot
  - Nel 2002 iRobot Corp. introduce il Roomba.
  - Dal 2005 in vendita Wakamaru, un robot umanoide disegnato per far compagnia alle persone anziane e provviste di scarsa mobilità, realizzato da Mitsubishi Heavy Industries.
  - Nel 2006 l'Institute for Personal Robots in Education introduce il concetto di insegnare l'informatica utilizzando personal robots (robot personali).
  - Nel 2007 la Stanford University Personal Robotics Program introduce PR1.[1]
  - Nel 2010 Willow Garage introduce il robot PR2.[2]

## Caratteristiche
Per definizione un robot sociale dovrebbe comunicare ed interagire con gli umani o con altri esseri viventi in situazioni che possono essere definite cooperative. Ma anche comportamenti non cooperativi possono essere considerati sociali in alcune situazioni. Il robot può, ad esempio, esibire un comportamento competitivo all'interno del contesto di un gioco. Il robot potrebbe anche interagire, in alcuni casi con nessuna o con una minima comunicazione. Potrebbe ad esempio consegnare strumenti ad un astronauta che lavori su una stazione spaziale. Due altri requisiti che un robot dovrebbe superare per essere considerato sociale sono il test di Turing per determinare le sue abilità comunicative e le tre leggi della robotica di Isaac Asimov per quanto riguarda il suo comportamento (tuttavia l'utilità di utilizzo pratico di questi requisiti nel mondo reale, in particolare delle leggi di Asimov è ancora oggetto di discussione). Una conseguenza di questo punto di vista è che un robot che interagisca e comunichi soltanto con altri robot non sarebbe da considerarsi un robot sociale: l'essere sociale è una qualità legata agli umani e alla loro società che definisce i necessari valori, norme e standards sociali. Questo porta ad una dipendenza culturale dei robot sociali, dal momento che i valori, le norme e gli standards sociali differiscono tra le diverse culture.
Da qui l'ultima parte della definizione. Un robot sociale deve interagire nel rispetto delle regole sociali collegate al suo ruolo. Il ruolo e le sue regole vengono definiti dalla società. Per esempio per gli esseri umani un maggiordomo robotico dovrebbe rispettare le regole stabilite per un buon servizio. Dovrebbe essere previdente, affidabile e soprattutto discreto. Un robot sociale dovrebbe essere consapevole di ciò conformarvisi. Tuttavia, i robot sociali che interagiscono solo con altri robot autonomi si comporterebbero e interagirebbero secondo convenzioni non umane.

## Tipologie
Nel 2006, Bill Gates scrisse un articolo per il Scientific American intitolato A Robot in Every Home ("Un robot in ogni casa" Traduz. dall'ingl.).
Molti dei robot domestici (robot utilizzati per svolgere lavori domestici) sono di tipo sociale. Tra questi ricordiamo i partner robots e i personal Robots:

### Partner robots e personal robots
- Sono robot il cui obiettivo principale è l'interazione sociale (partner robots). Tra questi:
  - Paro, un baby robot seal creato per dare conforto ai pazienti.
  - PaPeRo, creato dalla NEC per studiare l'iterazione uomo-robot.
  - QRIO realizzato dalla Sony.
  - NUVO
  - PINO
  - EMIEW, Robot realizzato dallHitachi.
  - Toyota Partner Robot, realizzato dalla Toyota.
  - MecWilly